# Miguel Ángel Mayé
Miguel Ángel, właśc. Miguel Ángel Mayé Ngomo (ur. 8 października 1995 w Ebebiyín) – piłkarz z Gwinei Równikowej grający na pozycji pomocnika. Od 2020 jest zawodnikiem klubu Futuro Kings FC.

## Kariera klubowa
Swoją karierę piłkarską Miguel Ángel rozpoczął w klubie Deportivo Mongomo. W 2012 roku został zawodnikiem pierwszego zespołu i wtedy też zadebiutował w nim w pierwszej lidze Gwinei Rówikowej. W 2013 roku przeszedł do Akonangui FC i w sezonie 2013 został z nim mistrzem kraju. W 2015 roku grał w Leones Vegetarianos FC. W 2016 roku przeszedł do hiszpańskiego klubu grającego w Tercera División, Extremadura UD W 2017 wrócił do Leones Vegetarianos. W sezonach 2071 i 2018 został z nim mistrzem kraju. W 2020 przeszedł do Futuro Kings FC.

## Kariera reprezentacyjna
W reprezentacji Gwinei Równikowej Miguel Ángel zadebiutował 7 lutego 2015 w przegranym po serii rzutów karnych meczu o 3. miejsce Pucharu Narodów Afryki 2015 (po 120 minutach był remis 0:0) z Demokratyczną Republiką Konga. Był to jego jedyny mecz w tym turnieju. Z Gwineą Równikową zajął 4. miejsce.